# Huzziya
Huzziya (fl. XVIII secolo a.C.) è stato un re del territorio anatolico di Zalpuwa, con capitale Zalpa, nel XVIII secolo a.C..

## Biografia
Huzziya salì al trono della città di Zalpa, posta sul Ponto anatolico, attorno alla metà del 17^ secolo a.C.
Anitta, re del vicino stato di Neša/Kaneš e Kuššara, nel 1729,  all'inizio del proprio regno, stava proseguendo la politica espansionistica intrapresa dal padre Pithana, e volgendo lo sguardo a Nord oltre il fiume Marassantiya (odierno Kızılırmak), si confrontò con un'alleanza militare di stati anatolici. In quest'alleanza Piyusti re di Hatti e Huzziya re di Zalpa, città posta proprio allo sbocco del Marassantiya sul mar Nero, giocarono il ruolo di leader, quali regnanti delle due città più potenti.
Lo scontro fu in pratica la replica di quello avvenuto alcuni decenni prima, quando (1.833) la medesima alleanza, guidata dal sovrano di Zalpa, Uhna, aveva espugnato ed incendiato Kanesh, trafugando le statue degli dei nesiti.
Stavolta però gli alleati furono sconfitti: Hattusa assediata e bruciata, Zalpa sconfitta e Huzziya catturato e deportato.
L'episodio viene raccontato cosi nei registri di Anitta "…tutte le terre di Zalpuwa dal mare. L'ex signor Uḫna, re di Zalpuwa, aveva portato il nostro dio Neša a Zalpuwa. In seguito io, Anitta, Grande Re, lo riportai da Zalpuwa a Neša. Io portai Huzziya, re di Zalpuwa, vivo a Neša".
Sul trono di Zalpa, divenuta sua vassalla, Anitta pose Peruwa, forse suo fratello minore.

## Una possibile connessione Nesiti/Ittiti
Huzziya potrebbe essere stato un antenato di Huzziya I, re ittita dell'Antico Regno (ca. 1530–1525)., ma ancora più singolare ed intrigante è la circostanza, emersa in seguito alla decifrazione del "Sigillo Cruciforme" ittita, che pone come primo sovrano e fondatore del futuro impero anatolico un sovrano chiamato proprio Huzziya.
La vicinanza geografica e politica tra le due città, la coincidenza temporale e l'omonimia dei sovrani hanno suggerito ad alcuni studiosi che quest'ultimo possa essere stato un consanguineo dell'Huzziya di Zalpa; o che addirittura possa trattarsi dello stesso sovrano; seguendo la ricostruzione temporale più diffusa, i tempi in cui sarebbe vissuto l'Huzziya ittita e in cui visse quello di Zalpa sarebbero praticamente coincidenti e l'omonimia difficilmente potrebbe essere un caso. Se cosi fosse, il perché un sovrano di Zalpa potesse esser considerato come proprio fondatore dagli scribi ittiti che seguirono, rimane al momento senza risposta.